# Emanuele Terrana
Emanuele Terrana (Ardore, 12 febbraio 1923 – Roma, 1º settembre 1979) è stato un politico italiano.

## Biografia
Esponente del PRI, del quale è stato segretario nazionale tra il 1964 e 1965 e deputato dal 1968, ricoprì incarichi istituzionali: Segretario dell'Ufficio di presidenza della Camera dei deputati e Sottosegretario ai Trasporti e Aviazione Civile nel Governo Rumor I, oltre ad essere stato più volte componente di Commissioni Parlamentari. Fu sindaco molto apprezzato del suo comune di nascita (dopo la sua morte furono intitolate a suo nome la scuola media ed una piazza) dal 1967 al 1971, sostenuto da una lista civica (Il Veliero) che riuscì ad interrompere il predominio della Democrazia Cristiana, che governava ad Ardore dal 1944. Il suo nome figura nella Lista degli appartenenti alla P2, ma non risultò mai coinvolto in vicende giudiziarie, nemmeno dopo la sua morte, avvenuta a Roma a causa di una grave malattia.
Anche la moglie, Egle Bais Terrana, triestina, fu esponente del PRI e ricoprì cariche elettive nelle istituzioni locali, continuando l'opera del marito.